# NGC 3793
Désignations
NGC 3793 est une étoile située dans la constellation de la Grande Ourse. L'astronome allemand Wilhelm Tempel a enregistré la position de cette étoile 12 février 1882.
Cette étoile est désignée comme 2MASS J11400198+3152397. Deux distances sont indiquées sur la base de données astronomique Simbad : 1 267,106 ± 23,762 3 pc (∼4 130 al) et 1 346,076 2 ± 41,311 8 pc (∼4 390 al)